# High Peak District
High Peak District är ett distrikt (motsvarande kommun) i grevskapet Derbyshire i England, Storbritannien. Distriktet har 91 109 invånare (2022).
De största orterna är Buxton, Glossop, Hadfield och New Mills.  Buxton och Glossop saknar civil parishes, resten av distriktet är indelat i 22 civil parishes.